# Medjed
Medjed is een Egyptische god die voorkomt in het Egyptisch dodenboek. Medjed is voornamelijk populair als internetmeme in Japan.

De vermelding over Medjed in het dodenboek gaat als volgt: 
"Ik ken de naam van die bestraffer onder hen, die behoort tot het Huis van Osiris, die met zijn oog schiet, maar niet kan worden gezien." 
De god was relatief vaag en obscuur, totdat het British Museum in het Mori Arts Center Gallery te Tokio een tentoonstelling over Egypte hield. In de memes wordt hij regelmatig afgebeeld als beschermer van Osiris.

## Voorkomen in de populaire media
- Medjed verschijnt in de anime Toutotsu ni Egypt Shin als hoofdpersonage.[6][7][8][9]
- Medjed is een personage in de anime Ejikoi!.[10]
- Medjed is een personage in de anime Kamigami no Ki[11][12][10] en zijn kerstpecial: Kamigami no Ki: Xmas Special.
- Medjed is een personage in de MMORPG Aura Kingdom.[13][10]

## Afbeelding
Aker · Amaoenet · Ammit · Amenhotep, zoon van Hapoe · Amon · Amon-Re · Amset · Anat · Andjeti · Anhoer · Anubis · Anoeket · Apedemak · Apepi · Apis · Arensnuphis · Astarte · Atoem · Aton · Baäl · Baälat · Bat · Banebdjedet · Bastet · Benben · Benoe · Bes · Buchis · Chentiamentioe · Chepri · Chons · Doeamoetef · Geb · Hapy (Nijlgod) · Hapy (zoon van Horus) · Harmachis · Harpocrates · Hathor · Hatmehyt · Heh en Hehet · Heka · Heket · Herisjef · Hesat · Horus · Hoe · Iaret · Imhotep · Ishtar · Isis · Isis-Sothis · Kebehsenoef · Kek · Chnoem · Maät · Mandulis · Mentoe · Meretseger · Mesechenet · Min · Miysis · Mnevis · Moet · Naoenet · Nechbet · Nechen en Pe · Nefertem · Neith · Nennoe · Nephthys · Noen · Noet · Osiris · Pachet · Ptah · Qetesh · Ra · Renenoetet · Renpit · Resjef · Satet · Sechmet · Selket · Serapis · Sesjat · Seth · Sjoe · Sobek · Sokaris · Sopdet · Ta-Bitjet · Tabh · Tatenen · Taweret · Tefnoet · Thoth · Wadjet · Wepwawet · Werethekaoe ·